# Бієло-Полє (община)
Община Бієло-Полє (серб./чорн. Општина Бијело Поље/Opština Bijelo Polje) — община в Чорногорії. Адміністративний центр общини — місто Бієло-Полє Населення становить 46 676 осіб (2011).
Громада розташована в північно-східній частині Чорногорії на південь від кордону з Сербією, у долині річки Лім.

## Національний та релігійний склад
Населення громади з перепису населення Чорногорії 2011 року становить 46 051 особу. Етнічний склад:
| Етнічні групи               | Населення, осіб (2011) | Відсоток |
| --------------------------- | ---------------------- | -------- |
| серби                       | 16 562                 | 35,96 %  |
| боснійці                    | 12 592                 | 27,34 %  |
| мусульмани                  | 5985                   | 13,00 %  |
| чорногорці                  | 8808                   | 19,13 %  |
| цигани                      | 334                    | 0,73 %   |
| хорвати                     | 41                     | 0,09 %   |
| албанці                     | 57                     | 0,12 %   |
| інших національностей       | 716                    | 1,55 %   |
| не визначили національність | 952                    | 2,07 %   |
| невідомо                    | 4                      | 0,01 %   |
| Всього                      | 46 051                 | 100 %    |

| Релігія       | Чисельність, осіб (2011) | Відсоток |
| ------------- | ------------------------ | -------- |
| православ'я   | 24 662                   | 53,55 %  |
| мусульманство | 19 640                   | 42,65 %  |
| католицизм    | 79                       | 0,17 %   |
| інші релігії  | 1168                     | 2,54 %   |
| атеїсти       | 80                       | 0,17 %   |
| не вказали    | 422                      | 0,92 %   |
| Всього        | 46 051                   | 100,00 % |

## Населені пункти общини/громади
- Бабаїчі
- Бариці
- Бієдичі
- Бієло-Полє
- Блишково
- Боїшта
- Болянина
- Ботуричі
- Воляваць
- Врх
- Годієво
- Годуша
- Граб
- Гранчарево
- Губавач
- Джафичя-Брдо
- Джяловичі
- Добраково
- Добриння
- Долац
- Дубово
- Жиляк
- Журена
- Затон
- Зминаць
- Івання
- Кання
- Кічава
- Коврен
- Корита
- Костениця
- Костичі
- Кукулля
- Лазовичі
- Лахоло
- Лековина
- Лієска
- Лозна
- Лозниця
- Льєшниця
- Майсторовина
- Метаняць
- Милово
- Міоче
- Мироевичі
- Мойстир
- Мокри-Луг
- Мусличі
- Негобратина
- Недакусі
- Негнєво
- Обров
- Оклади
- Ораховиця
- Османбегово Село
- Острель
- Павино-Полє
- Палі
- Папе
- Печярська
- Побретичі
- Пода
- Пожегиня
- Поткрайці
- Потрк
- Приєлози
- Припчичі
- Равна-Рієка
- Радоєва-Глава
- Радуличі
- Ракита
- Раконня
- Расово
- Растока
- Ресник
- Родієля
- Садичі
- Села
- Сипання
- Соколаць
- Срджеваць
- Стожер
- Стубо
- Томашево
- Трубини
- Уйничі
- Уневини
- Фемичя-Крш
- Церово
- Црниш
- Црнча
- Црхаль
- Чеоче
- Чокрліє
- Шиповиці
- Ябланово
- Ябучно
- Ягоче